# Faderpaard
Faderpaard was een muziektheatershow in het WTC Expo in de stad Leeuwarden ter gelegenheid van het 135-jarig jubileum van het Koninklijk Friesch Paardenstamboek (KFPS). 
De voorstelling op donderdag 9 en vrijdag 10 januari 2014 was een mix van Friese paarden, theater en muziek. De naam is ontleend aan het gedicht It Faderpaard van Tsjêbbe Hettinga. Hierin gedenkt Hettinga zijn vader die boer én paardenhandelaar was.
Regisseur Jos Thie was regisseur van het stuk waaraan honderd Friese paarden meededen. Met het theaterspektakel 'Kening Lear' werkte Thie tien jaar eerder in het Fries Paarden Centrum in Drachten reeds met Friese paarden. De show was een coproductie van de KFPS en Schouwburg De Lawei in Drachten. Onder de meer dan honderd acteurs en musici die meededen waren Brigitte Kaandorp, Théâtre du Centaure, Josh Clemens, Nynke Laverman, Sytze Pruiksma, Broken Brass Ensemble, Gerrit Breteler, Behind the Mask en de Fryske Quadrille.
Met Pasen 2014 was een mixage te zien op Omrop Fryslân, daarna werd een DVD uitgebracht.